# Idaea ledererata
Idaea ledererata är en fjärilsart som beskrevs av Achille Guenée 1857. Idaea ledererata ingår i släktet Idaea och familjen mätare. Inga underarter finns listade i Catalogue of Life.